# فاشیسم روحانیون
فاشیسم روحانیون (به انگلیسی: Clerical fascism) نوعی تفکر است که از آمیختن و تلفیق مبانی فاشیسم و الهیات منتج می‌گردد.
این نوع نگرش نخستین بار در اروپای دهه ۲۰ میلادی قرن بیستم سابقه پیدا نمود.